# کلیسای هاکوب مقدس (پوکر خانچالی)
کلیسای هاکوب مقدس، پوکر خانچالی (ارمنی: Սուրբ Հակոբ եկեղեցի (Փոքր Խանչալի)؛ انگلیسی: Pokr Khanchali) یک کلیسا متعلق به کلیسای حواری ارمنی واقع در شهر پوکر خانچالی،  گرجستان می‌باشد. ساخت و ساز این ساختمان در  سده ۱۹اممیلادی؛ به پایان رسید. این بنا به سبک معماری ارمنی طراحی شده است.